# Alasay (distrikt)
Alasay är ett distrikt i Afghanistan. Det ligger i provinsen Kapisa, i den nordöstra delen av landet, 70 kilometer nordost om huvudstaden Kabul. Administrativ huvudort är Alasay.
Distriktet beräknades år 2022 ha cirka 44 000 invånare.